# Алексеева, Елена Евгеньевна
Елена Евгеньевна Алексеева (род. 14 июля 1990 года) — российская саночница, выступающая в разряде натурбана.

## Краткая биография
Родилась в Кандалакше, где и начала заниматься санным спортом. Основная специализация — натурбан. Тренер — Андрей Кныр.
- Бронзовый призёр юниорского (средний возраст) первенства России (2005, Златоуст)
- Серебряный призёр юниорского (старший возраст) первенства России (2005, Екатеринбург)
- Победитель III спартакиады школьников по натурбану (2007, Искитим)
- Бронзовый призёр Юношеских игр (2007)

Участница юниорских чемпионатов мира 2007 (15 место) и 2009 (12 место) годов.
В сезоне 2009/10 года принимала участие в двух этапах Кубка мира, На этапе в Новоуральске вошла в десятку.
По итогам года оказалась 17-й.